# Peire de la Caravana
Peire de la Caravana, o anche Cavarana, Gavarana o Cà Varana, forse nel significato di "vicino a Verona" (fl. XII-XIII secolo), è stato probabilmente un trovatore italiano del tardo XII e inizio XIII secolo.
Peire fu probabilmente uno dei primi trovatori occitani in Italia: è noto esclusivamente per il sirventese, D'un serventes faire, nel quale incita i comuni dell'Italia settentrionale ad opporsi alla sovranità tedesca. Peire sollecita le città lombarde richiamando alla memoria il destino dei grandi vassali d'Apulia (nome con il quale si intendeva all'epoca il Mezzogiorno) i quali precedentemente ebbero la ventura di opporsi ai tedeschi:
Ciò ha portato qualcuno a datare il componimento al 1194, quando Enrico VI conquista la Sicilia o ancora al 1225, quando i comuni dell'Italia settentrionale rinnovarono l'antica lega lombarda per opporsi al figlio di Enrico, Federico II, imperatore del Sacro Romano Impero.
Scrivendo in Lombardia in lingua occitana sotto la sovranità nominale del monarca tedesco, Peire coglie l'occasione di prendere in giro la lingua tedesca, scrivendo in un passo famoso e molto discusso: 
La parola tedesca "watz" si dice sia un'interiezione simile a tintinnio dei bicchieri e sottintende un brindisi.
Peire aveva anche legami con la Sardegna. Egli dedica il suo D'un serventes faire a un senhal Malgrat de toz, identificato come Barisone II di Arborea, incoronato Re di Sardegna a Pavia dall'imperatore Federico I in cambio di 4000 marchi d'argento pagati da Genova, ma successivamente verrà deposto. Peire in seguito ebbe contatti con il colto Giudice di Cagliari, Salusio IV.